# José Francisco Correia
José Francisco Correia, primeiro e único visconde de Sande e conde de Agrolongo (São Lourenço de Sande, 14 de Fevereiro de 1853 – Lisboa, 15 de Abril de 1929), foi um industrial, filantropo, mecenas e fotógrafo luso-brasileiro.

## Biografia
Nasceu no concelho de Guimarães e com dez anos de idade parte para o Brasil, estabelecendo-se em Niterói. Com dezoito anos cria a sua própria indústria, no ramo dos tabacos, a Fábrica de Fumos Veado. O seu sucesso foi imediato.
A fábrica acabaria por ser absorvida no início do século XX pela Companhia Souza Cruz.
Era a riqueza, a fama e o reconhecimento público pelo impulso que dava na economia nacional brasileira que lhe valeu a visita à sua fábrica do então presidente Campos Sales.
O industrial financiou a construção de várias escolas e asilos para a velhice no Estado do Rio de Janeiro.
Dedicou-se à fotografia, tornando-se um dos pioneiros da fotografia amadora no país e um dos raros autores oitocentistas a realizar fotografias de nus no Brasil. Torna-se o responsável pela difusão em massa das imagens fotográficas no Brasil, ao oferecer como brinde dos produtos de sua empresa, a Fábrica de Fumos Veado, uma coleção de fotografias estereoscópicas com o respectivo aparelho visor.
Quando se retira para Portugal, em 1903, o seu palacete é comprado pelo então presidente do estado do Rio de Janeiro, Nilo Peçanha, e transformado na sede do governo estadual, mantendo essa função durante 71 anos, o Palácio do Ingá. Hoje o palacete alberga o Museu de história e arte do Rio de Janeiro.
Em Portugal o Conde de Agrolongo apoia e funda de raiz muitos estabelecimentos entre escolas, igrejas, asilos e outra ajuda beneficente. Em Braga funda o Asilo Conde de Agrolongo.
Recebeu várias condecorações como a Cruz de Mérito Industrial, que lhe foi atribuída pelo rei D. Carlos, e o grau de Cavaleiro de São Gregório Magno, atribuído pelo Papa Leão XIII. Em 20 de Dezembro de 1900 foi agraciado com o título de visconde de Sande e em 23 de Janeiro de 1904 com o de conde de Agrolongo.
Morreu em Lisboa, na Praça de Camões, no dia 15 de Abril de 1929. Está sepultado no Convento do Salvador em Braga.